# Мойсей, Василий Михайлович
Василий Михайлович Моисей (27 марта 1992, с. Зубрец Бучацкого района Тернопольской области — 20 февраля 2014, Киев) — общественный активист, участник Евромайдана. Герой Украины (2014, посмертно).

## Биография

### Образование
Учился в Зубрецкой школе. Впоследствии уехал в Луцк, где учился в Луцком институте развития человека Университета «Украина» (г. Луцк) на 4-м курсе факультета социальных коммуникаций и реабилитации.

### На Майдане
Последний раз приехал на Майдан в Киев в ночь с 18 на 19 февраля
Умер в 17-й больнице города Киева от огнестрельного ранения в грудную клетку. Утром 20 февраля 2014 года на Институтской улице в него попал снайпер.
Похоронен 23 февраля 2014 года в Луцке.

## Память
- 24 марта 2015 года на фасаде школы № 21 в городе Ивано-Франковск открыли памятную доску Герою Небесной Сотни Василию Моисею. Василий Моисей учился в этой школе с 10-го по 11-й класс.
- 27 марта 2015 года открыли мемориальную доску Герою Небесной сотни Василию Моисею в городе Луцк.

## Награды
- Звание Герой Украины с вручением ордена «Золотая Звезда» (21 ноября 2014, посмертно) — за гражданское мужество, патриотизм, героическое отстаивание конституционных принципов демократии, прав и свобод человека, самоотверженное служение Украинскому народу, обнаруженные во время Революции достоинства[2]
- Медаль «За жертвенность и любовь к Украине» (УПЦ КП, июнь 2015) (посмертно)[3]

## Почетные звания
- 26 марта 2014 года Луцкий городской совет присвоил посмертно звание «Почетный гражданин города Луцка».